# Baeoura sternofurca
Baeoura sternofurca är en tvåvingeart som beskrevs av Alexander 1964. Baeoura sternofurca ingår i släktet Baeoura och familjen småharkrankar. Inga underarter finns listade i Catalogue of Life.